# Adamantios Diamantopoulos
Adamantios Diamantopoulos (* 4. August 1958 in Athen) ist ein britisch-griechischer Wissenschaftler auf dem Gebiet der Betriebswirtschaftslehre. Seit Februar 2004 ist er als Universitätsprofessor am Lehrstuhl für Internationales Marketing an der Universität Wien tätig.

## Leben
Diamantopoulos erwarb 1983 einen BA und 1984 einen MSc der Heriot-Watt University; 1989 erwarb er einen PhD in Marketing der University of Strathclyde.

## Werk
Er hat in namhaften Fachzeitschriften publiziert, darunter im Journal of Marketing Research, im Journal of International Business Studies und im Journal of the Academy of Marketing Science. Einen Namen machte sich Diamantopoulos durch methodische Beiträge zur Messung von Konstrukten, wobei er sowohl auf die reflexive Messung als auch auf die formative Messung Bezug nimmt.
Beim Handelsblatt Betriebswirte-Ranking 2009, das die Forschungsleistung von 2100 Betriebswirten in Deutschland, Österreich und der deutschsprachigen Schweiz gemessen an der Qualität der Publikationen seit 2005 analysiert, erreichte er Platz 3.